# JKT Queens
JKT Queens est un club féminin de football tanzanien basé à Dar es Salam. Il évolue actuellement en Tanzanian Women's Premier League.

## Histoire
Les JKT Queens sont le club de la Jeshi la Kujenga Taifa (sw), une branche de l'armée tanzanienne.
Le club fait partie des 12 équipes qui disputent la première édition du championnat tanzanien en 2016-2017, et termine à la deuxième place,. La saison suivante, il remporte championnat pour la première fois, en étant sacré deux journées avant la fin.
En 2018-2019, JKT devance facilement les Simba Queens et les Yanga Princess pour s'adjuger un deuxième sacre. Fatuma Mustapha est la meilleure buteuse du club et du championnat (25 buts).
En 2019-2020, malgré une grande saison de leur attaquante Fatuma Mustapha, qui termine meilleure buteuse avec 33 réalisations, les JKT Queens échouent à quatre points des Simba Queens en championnat et perdent leur titre. Les Simba Queens remportent les deux titres suivants.
Lors de la saison 2022-2023, les JKT Queens mettent fin à la domination des Simba Queens sur le championnat tanzanien et remportent un troisième titre. Elles terminent le championnat invaincues (14 victoires et 4 nuls) avec un point de plus que leurs rivales. Elles se qualifient ainsi pour leur première Ligue des champions du CECAFA. Après avoir remporté le tournoi régional, elles sont éliminées en phase de poules de la Ligue des champions africaine.

## Palmarès
Championnat de Tanzanie (4) :
- Vainqueur en 2018, 2019, 2023 et 2025[4].
- Deuxième en 2017 et 2020.

Ligue des champions du CECAFA (1) :
- Vainqueur en 2023.